# 拉斐尔·乌达内塔将军大桥
拉斐尔·乌达内塔将军大桥（西班牙語：Puente General Rafael Urdaneta），当地俗称马拉开波湖大桥（西班牙語：puente sobre el Lago），是位于委内瑞拉北部苏利亚州的一座公路斜拉桥，跨越马拉开波湖的最窄处，连接马拉开波市与圣里塔市。大桥以拉斐尔·乌达内塔将军的名字来命名，以纪念这位生于苏利亚州的委内瑞拉独立战争英雄。

## 概况
大桥采用钢筋及预应力混凝土建成，全长8,678.9（28,474英尺），共有134个桥墩。主桥为斜拉桥，5个主跨各长235（771英尺），是拉丁美洲跨度最长的多跨斜拉桥。全桥135个桥跨的跨径布置如下：
马拉开波侧 ← 22.6m－2×46.6m－65.8m－15×85m－160m－5×235m－160m－11×85m－65.8m－77×46.6m－20×36.6m－35.8m → 圣里塔侧
桥塔高度92（302英尺），桥基固定于深约60（197英尺）的马拉开波湖底，桥下通航净高46（151英尺）。桥面为双向四车道公路，日均车流量约4.5万辆。

## 历史
大桥设计竞标开始于1957年，最终由意大利工程师里卡尔多·莫兰迪胜出，他的设计是12个入围作品中唯一采用混凝土的方案，不仅维护成本低，并且有利于委内瑞拉获得预应力混凝土技术的宝贵经验。之后该方案再由马拉开波大桥财团（Consorcio Puente Maracaibo，简称CPM）进行了部分修改。CPM由委内瑞拉Precomprimido C.A.公司占50%股份，魏斯-弗莱塔格公司、朱利叶斯·贝格尔公司和菲利普·霍尔茨曼公司占其余50%股份。
大桥项目的施工外包给多家企业，包括：格伦与比尔芬格、朱利叶斯·贝格尔、鲍博阿格（Bauboag）、菲利普·霍尔茨曼、Precomprimido C.A.、魏斯-弗莱塔格以及K工程公司。
著名桥梁工程师米歇尔·维洛热曾这样评价：
|  | 与金门大桥、福斯湾大桥、布鲁克林大桥和加拉比高架桥一样，马拉开波湖大桥不愧为全世界最著名桥梁系列的一份子。” |

大桥于1962年8月24日由委内瑞拉时任总统罗慕洛·贝坦科尔特揭幕开通。
1964年4月，埃索·马拉开波号油轮撞击大桥并导致部分桥面倒塌，事故造成7人丧生。
自1982年提出建设第二座斜拉桥的规划以来，已在2000年之后进行了一系列的研究，新建大桥的预计造价达4.4亿美元，资金很大程度上将通过私营收费来解决。
2018年8月14日，義大利A10高速公路的莫蘭迪橋發生崩塌事故，造成43人死亡。由於拉斐尔·乌达内塔将军大桥與莫蘭迪橋為同一設計師設計、皆於1960年代完工啟用，且構造亦相似，因此在莫蘭迪橋發生崩塌後，民眾要求檢討該橋結構。

## 全景

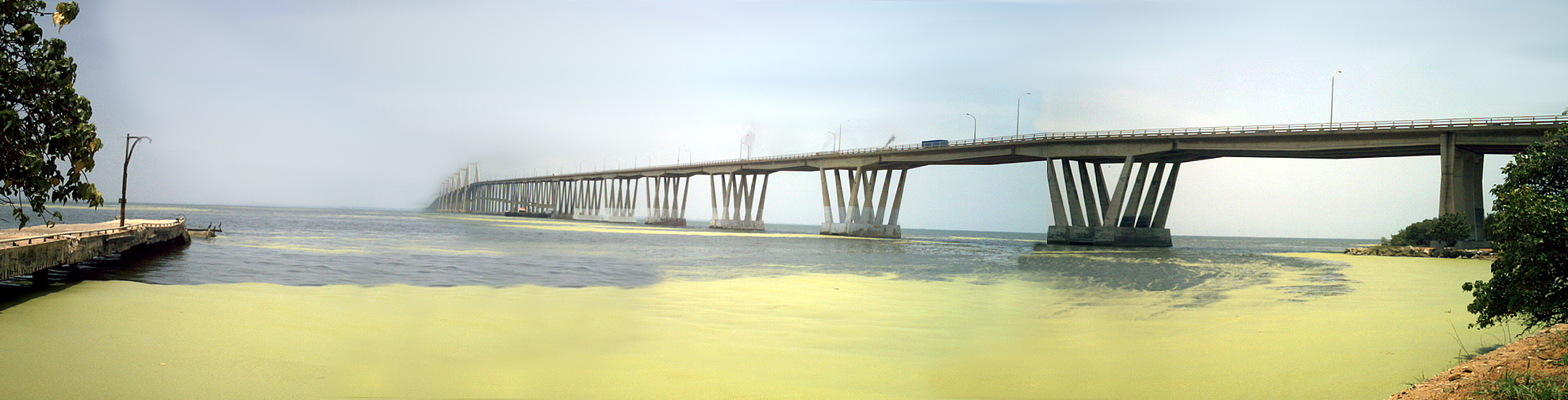

## 图集

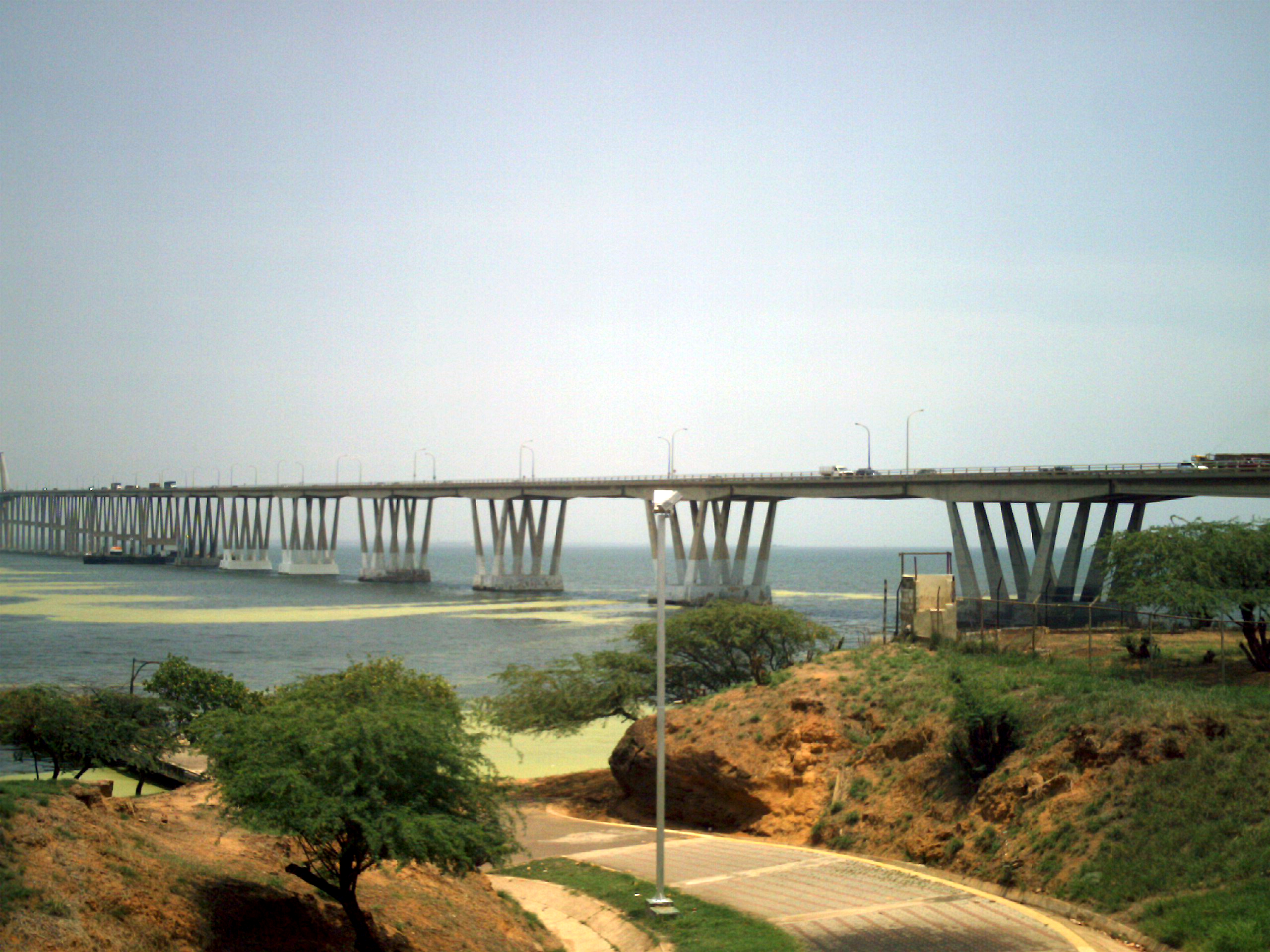
引桥
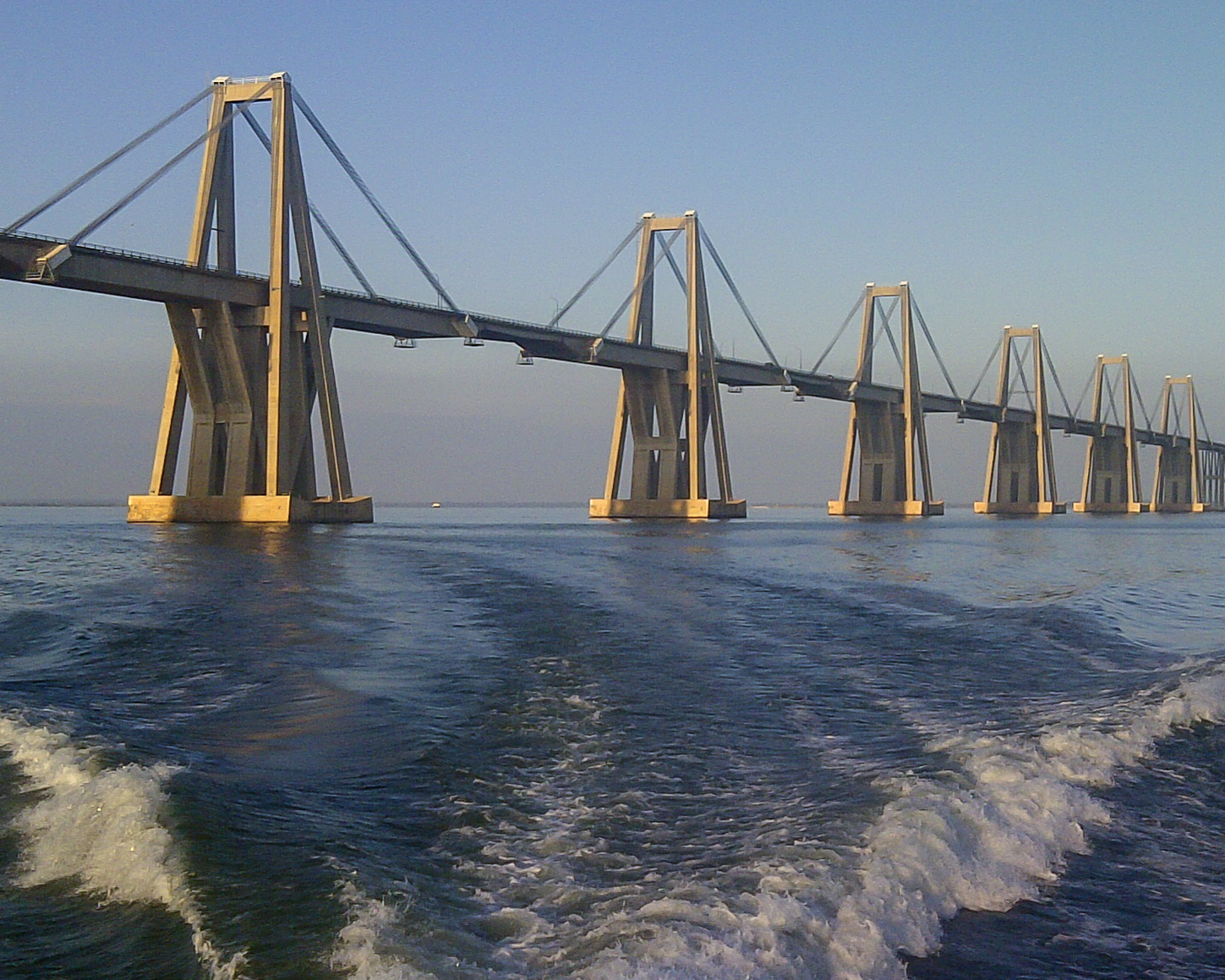
主跨
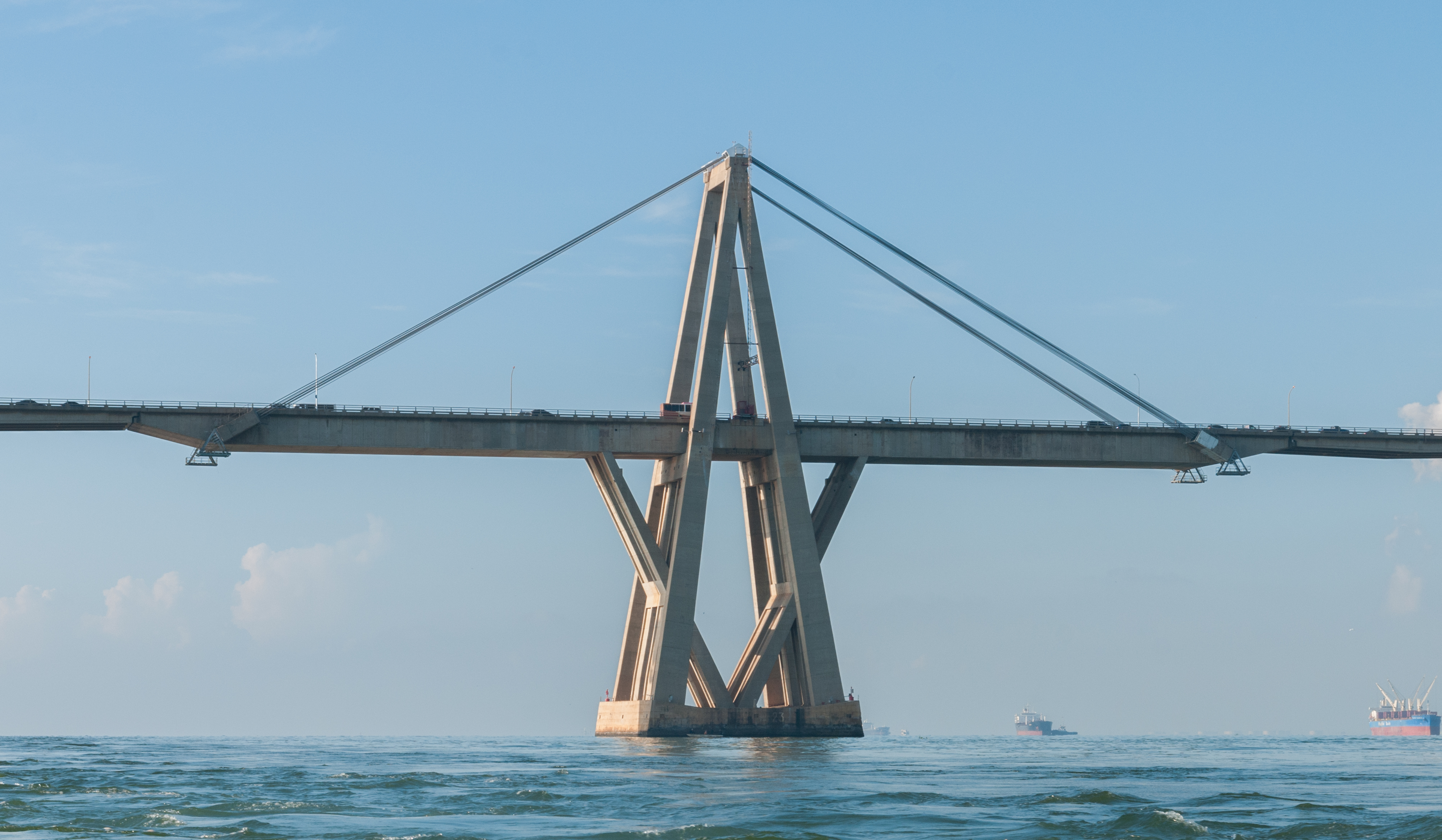
桥塔
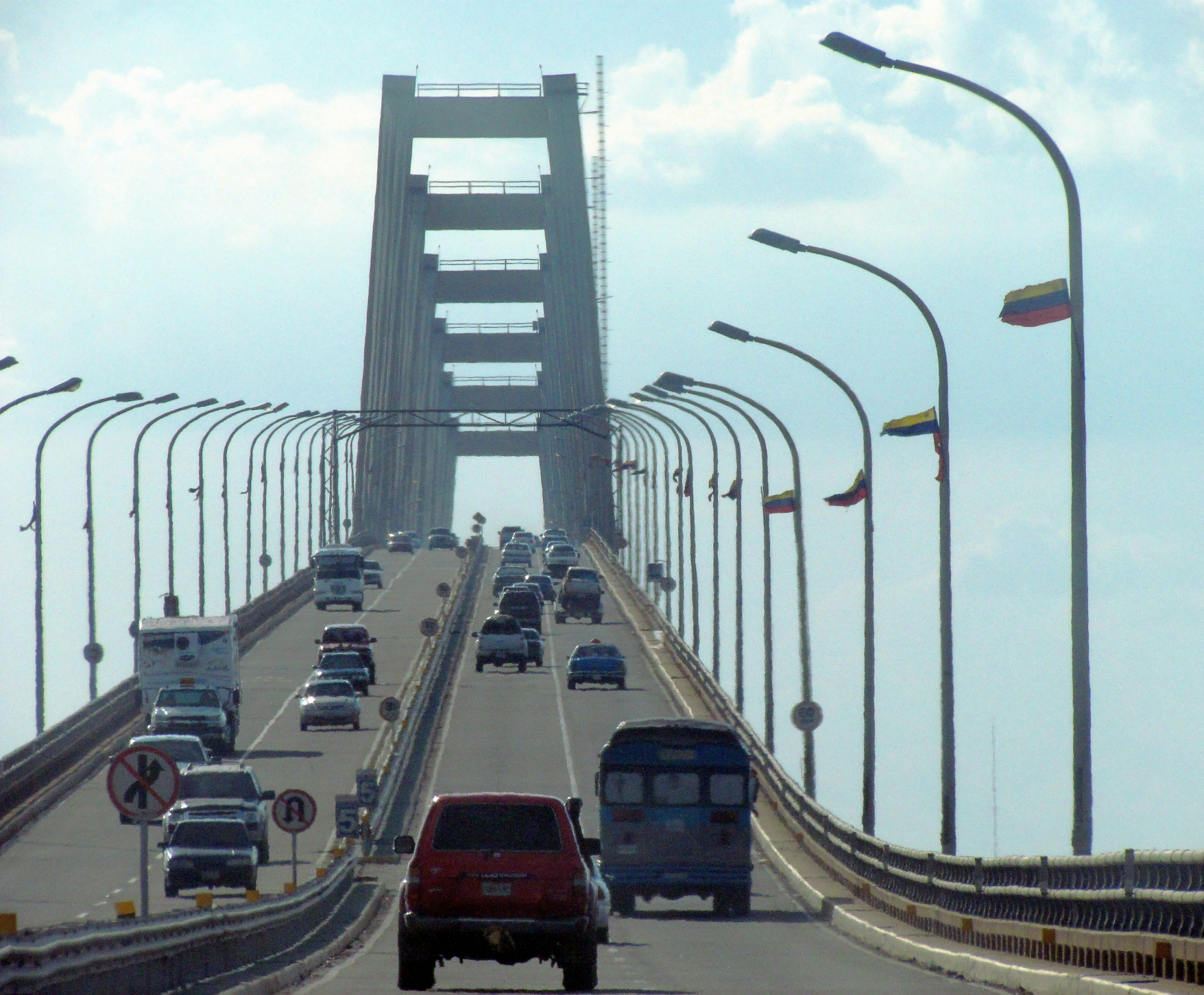
桥面